# Данішин
Данішин (пол. Daniszyn) — село в Польщі, у гміні Острув-Велькопольський Островського повіту Великопольського воєводства.
Населення — 218 осіб (2011).

## Демографія
Демографічна структура станом на 31 березня 2011 року:
|          | Загалом | Допрацездатний вік | Працездатний вік | Постпрацездатний вік |
| -------- | ------- | ------------------ | ---------------- | -------------------- |
| Чоловіки | 109     | 27                 | 74               | 8                    |
| Жінки    | 109     | 30                 | 65               | 14                   |
| Разом    | 218     | 57                 | 139              | 22                   |